# Bukiet (aromat)

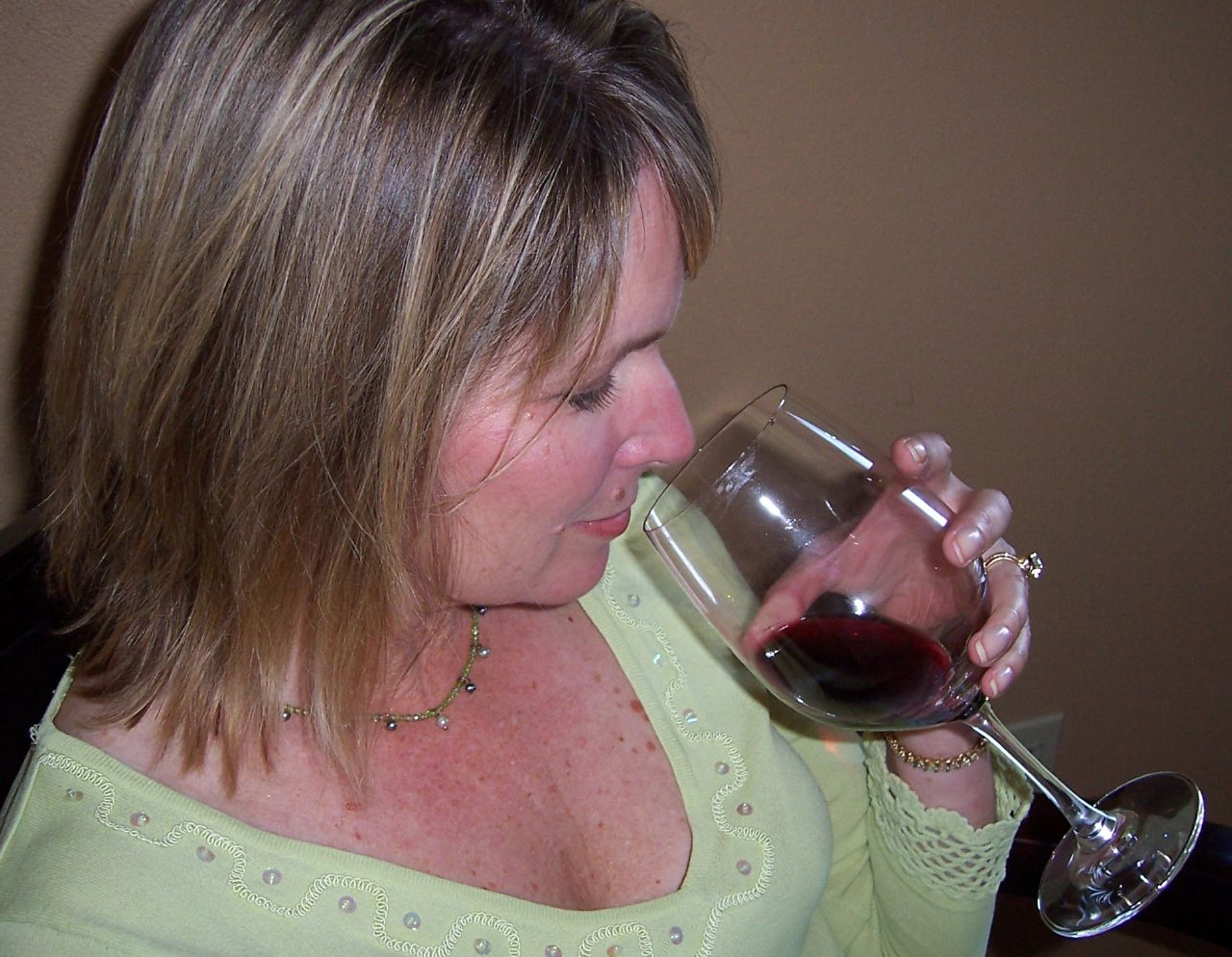
Badanie bukietu wina

Bukiet – pochodzące z żargonu zawodowego kiperów określenie walorów aromatycznych napoju, najczęściej szlachetnego napoju alkoholowego, np. wina czy koniaku.

## Wino
W przypadku win bukiet dzielimy na pierwotny, fermentacyjny oraz leżakowy.

### Bukiet pierwotny
Nazywany jest też aromatem wina, zależy od stanu winogron wykorzystanych do produkcji oraz odmiany tych winogron. Elementami tworzącymi bukiet pierwotny są głównie związki aromatyczne występujące w skórce winogron. Z czasem intensywność bukietu pierwotnego słabnie, największą intensywność wykazuje w pierwszym roku dojrzewania.

### Bukiet fermentacyjny
Nazywany jest też bukietem wtórnym, powstaje podczas procesów fermentacyjnych. Najkorzystniej rozwija się w umiarkowanej temperaturze fermentacji. Elementami tworzącymi bukiet fermentacyjny są:
- alkohol etylowy
- wyższe alkohole
- estry
- aldehydy
- acetale

### Bukiet leżakowy
Powstaje on w trakcie dojrzewania w wyniku procesów oksydoredukcyjnych. Rozwija się nawet po zakończeniu procesu fermentacji. Wraz z bukietem pierwotnym stanowi o indywidualnych cechach gatunkowych wina.